# Jonathan Conricus

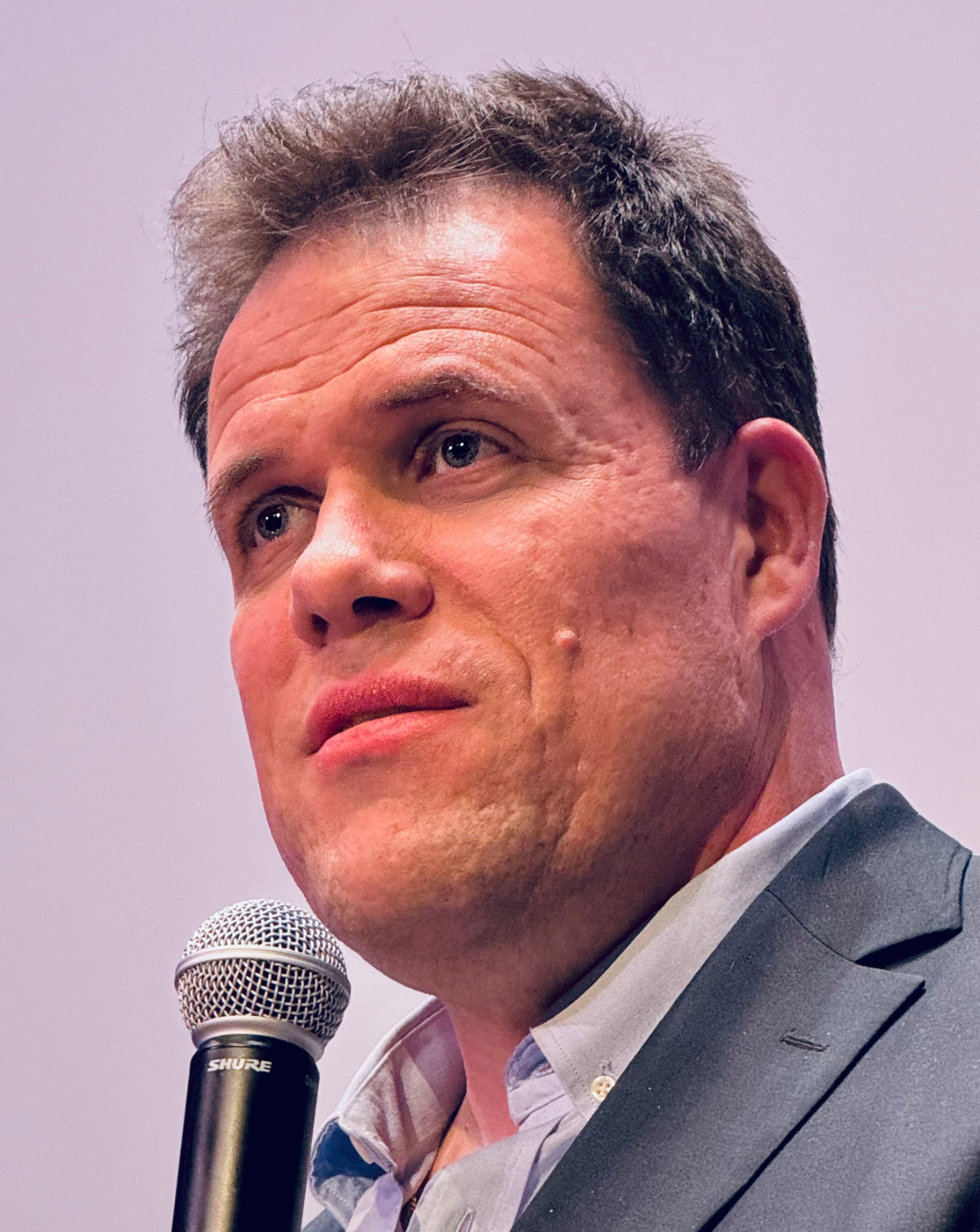
Jonathan Conricus

Jonathan Conricus (hebräisch יהונתן קונריקוס; * 1979 in Jerusalem) ist ein schwedisch-israelischer politischer Funktionär. Er amtierte von 2017 bis 2021 und erneut 2023 als internationaler Pressesprecher der israelischen Streitkräfte.

## Leben und Tätigkeit
Conricus wurde als Sohn einer israelischen Mutter und eines schwedischen Vaters geboren. Sein Großvater mütterlicherseits, Daniel Bornstein, war ein aus Polen stammender Holocaustüberlebender. Conricus wuchs im schwedischen Malmö auf. Aufgrund seiner Abstammung spricht er Hebräisch und Schwedisch fließend.
1992 siedelte Conricus' Familie von Schweden nach Israel über. Nach dem Schulabschluss trat er in die Israeli Defense Force (IDF) ein, der er anschließend vierundzwanzig Jahre lang, bis 2021 angehörte. Während des Großteils seiner Dienstzeit war er im südlichen Libanon stationiert. In dieser erreichte er zuletzt den Rang eines Oberstleutnant.
Nach der dreijährigen obligatorischen aktiven Dienstzeit in der IDF, während er der die meiste Zeit im südlichen Libanon stationiert war, studierte Conricus ab 2000, bei weiterer Zugehörigkeit zum Militär, an der Hebrew University in Jerusalem, die er mit einem Bachelor-Abschluss im Fach „Mittelost- und Militärstudien“ (Middle Eastern and Military Studies) verließ. Parallel zu seinem Studium fungierte er von 2000 bis 2005 nominell als Kommandeur einer Kompanie der IDF im Gaza-Streifen. Anschließend übernahm er die Aufgabe, als Analyst die militärischen Doktrinen von Verbündeten Israels, wie den Vereinigten Staaten, dem Vereinigten Königreich und Frankreich zu studieren.
2009 wurde Conricus zum Verbindungsoffizier zwischen der IDF und Friedenserhaltungstruppen der Vereinten Nationen im Nahen Osten ernannt: Von 2009 bis 2011 fungierte er als Verbindungsoffizier zwischen der IDF und der Friedenserhaltungstruppe der UN im Libanon (UNIFIL) und dann von 2011 bis 1013 als Verbindungsoffizier der IDF zu den UN-Friedenstruppen auf den Golanhöhen und zuletzt von 2013 bis 2014 als stellvertretender Hauptverbindungsoffizier des IDF-Kommandos für den nördlichen Teil von Israel. Anschließend wurde er drei Jahre lang (von 2014 bis 2017) von der IDF zu den Vereinten Nationen in New York City abgestellt. Während dieser Zeit wurde er als Lagebeurteilungsoffizier beim Office of Military Affairs bei der Hauptabteilung Friedenssicherungseinsätze der UN (United Nations Department of Peacekeeping Operations) beschäftigt. Während dieser Zeit erlernte er die arabische Sprache. Seine Aufgabe bestand darin potentiell nützliche Informationen für UN-Truppen, die damals in verschiedenen Krisengebieten der Welt stationiert waren (u. a. Nigeria, Somalia und Ukraine) zu sammeln und Risikobeurteilungen abzufassen. Er war der erst israelische Offizier der jemals eine Position bei der UN einnahm.
2017 wurde Conricus zum internationalen Sprecher der IDF ernannt. In dieser Eigenschaft vertrat er die IDF von 2017 bis 2021 gegenüber den Vertretern der außer-israelischen Presse.
Nach seinem Ausscheiden aus der IDF gründete er eine PR-Firma „Conricus Communications“.
Nach den Terroranschlägen im israelischen Grenzgebiet zum Gazastreifen vom 7. Oktober 2023 durch Angehörige der Hamas wurde Conricus als Offizier reaktiviert. Er wurde zu dieser Zeit erneut als Pressesprecher der IDF ernannt. In dieser Eigenschaft wurde er bis zum Januar 2024 beschäftigt. Während dieser Zeit trat er in zahlreichen internationalen Medien auf, in denen er die Deutungen der israelischen politischen und militärischen Führung auf das im Oktober 2023 begonnene israelische Vorgehen im Gaza-Streifen vertrat bzw. verteidigte. So war er unter anderem in Programmen amerikanischer (ABC, NBC, CNN) und britischer (BBC, SkyNews) sowie in quotenstarken Internetsendungen wie Pierce Morgan Uncensored zu sehen. Eigenen Angaben zufolge gab er während dieser Phase täglich etwa 30 Interviews in verschiedenen Medien.
Kritiker warfen Concricus mit Blick auf seine Tätigkeit als Pressesprecher der IDF in den letzten Monaten des Jahres 2023 wiederholt vor, dass er in den von ihm präsentierten Darstellungen und Einschätzungen der Gründe des israelischen Vorgehens in Gaza bzw. der Frage, wie dieses Vorgehen in der Realität aussehen würde, sowie der in Gaza herrschenden Zustände angeblich fragwürdige Handlungen der IDF (wie die Tötung von Zivilisten) sowie von der IDF verursachte bedenkliche Zustände in Gaza zu verharmlosen oder sie in einer zugunsten der IDF verzerrten Weise darzustellen. So wurde beispielsweise kritisiert, nachdem er im Dezember 2023 behauptete, dass auf jeden von der IDF getöteten Hamas-Angehörigen „nur“ zwei von der IDF als Kollateralschaden getötete palästinensische Zivilisten entfallen würden, während die meisten Schätzungen von einem sehr viel höheren Zahl von getöteten Zivilisten, die auf einen getöteten Hamas-Angehörigen entfallen, ausgehen; oder wurde er dafür kritisiert, dass er im Oktober 2023 die Behauptung verbreitete, dass Hamas-Angehörige während der Anschläge vom Oktober 2023 Enthauptungen von Säuglingen durchgeführt hätten, was später weithin angezweifelt wurde.
Seit seiner offiziellen Deaktivierung im Januar 2024 tritt Conricus weiterhin gelegentlich ehrenamtlich-inoffiziell als Kommentator und Internetgast in internationalen Medien auf, um die Sichtweise des israelischen Staates zu Fragen, die mit dem Nahostkonflikt und dem Verhältnis Israels zu seinen Nachbarstaaten zusammenhängen, zu repräsentieren.
Conricus gehört der rechtsgerichteten Denkfabrik Foundation for Defense of Democracies in Washington D.C. als senior fellow an.

## Ehe und Familie
Conricus ist verheiratet und hat vier Kinder.